# Brigitte Studer
Brigitte Studer (* 15. Oktober 1955 in Basel) ist eine Schweizer Historikerin.

## Leben
Brigitte Studer, Tochter des Germanisten Eduard Studer, studierte an der Universität Freiburg i. Üe. Geschichte und Englische Literatur und schloss dort 1982 mit dem Lizenziat ab. 1983 erwarb sie sich das Höhere Lehramt. Nach der Promotion an der Universität Lausanne 1994 war sie seit 1997 Ordinaria für Schweizer und Neueste Allgemeine Geschichte an der Universität Bern.
Ihre Forschungsschwerpunkte sind Sozialgeschichte des Politischen, des Staates und der Gesellschaft, Geschichte des Sozialstaates, Regulative des Sozialen, Expertise, Geschlecht, Staatsbürgerschaft, Staatsangehörigkeit und Nation, soziale Bewegungen, Geschlechtergeschichte, Feminismus und Historiographie, Sozial- und Kulturgeschichte des Kommunismus und Stalinismus, Selbst und Subjektivität im Stalinismus und Historiographie des Stalinismus und Totalitarismus.

## Schriften (Auswahl)
- Frauen an den Universitäten in der Schweiz. Bern 1988, OCLC 1235422407.
- Geschlechtergeschichte heute. Konzeptuelles und Konkretes. Die Ein- und Ausbürgerung durch Eheschließung. Universitäts-Verlag Konstanz, Konstanz 2006, ISBN 978-3-87940-804-7.
- 1968 und die Formung des feministischen Subjekts (= Wiener Vorlesungen, Band 153). Picus, Wien 2011, ISBN 978-3-85452-553-0.
- Reisende der Weltrevolution. Eine Globalgeschichte der Kommunistischen Internationale. Suhrkamp, Berlin 2020, ISBN 978-3-518-29929-6.[2]

Herausgeberschaft
- Mitherausgeberin der Buchreihe: "Berner Forschungen zur Neuesten Allgemeinen und Schweizer Geschichte", Band 1–15, Verlag Traugott Bautz, Nordhausen 2004, ISBN 978-3-88309-233-1 (Bd. 1 ff.)